# 卢瓦河
卢瓦河（法語：Loir，法語發音：[lwaʁ] ⓘ）位于法国西部，发源于厄尔-卢瓦省伊利耶孔布赖以北，最终在布里奥莱注入萨尔特河。
卢瓦河流经的主要城镇有：伊利耶孔布赖、博讷瓦勒、沙托丹、卢瓦河畔克卢瓦、莫雷、旺多姆、卢瓦河畔蒙图瓦尔、卢瓦河畔拉沙特尔、勒吕德、拉弗莱什、迪尔塔勒和卢瓦河畔塞什。